# Theridion biforaminum
Theridion biforaminum là một loài nhện trong họ Theridiidae.
Loài này thuộc chi Theridion. Theridion biforaminum được miêu tả năm 1993 bởi Gao & Zhu.